# Radar à commande de phase à multifonctions
Le radar à commande de phase à multifonction (en anglais Multifunction Phased Array Radar ou MPAR) est un système radar expérimental américain dérivé de la technologie du radar tridimensionnel à balayage électronique pour servir différents usagers civils. Il débuta par un radar expérimental aux États-Unis utilisant une antenne radar AN/SPY-1 déclassée de la Marine américaine et donnée à la NOAA en 2003. Le programme initial se termina en 2016 mais la phase 2 a débuté en 2019.
Ce système peut balayer des angles allant de l'horizon à 60 degrés d'élévation et suivre simultanément les phénomènes météorologiques, les insectes et autres cibles biologiques, les aéronefs non coopératifs et le trafic aérien. Le projet fut lancé conjointement par l'agence de l'aviation civile FAA et l'agence NOAA pour graduellement de remplacer les radars TDWR et NEXRAD au profit de plusieurs centaines de MPAR à double polarisation.

## Banc d'essai

Données de réflectivité prises par le MPAR lors d'orages violents le 31 mai 2013 en Oklahoma et qui ont donné une tornade à El Reno.

En 2003, un radar tridimensionnel à balayage électronique, acheté à la United States Navy par le service météo de la NOAA, fut mis à l'essai pour tester l'utilité de ce concept dans la détection des précipitations. Ce programme, appelé National Weather Radar Testbed, fut entretrepis au National Severe Storms Laboratory à Norman (Oklahoma).
L'avantage de ce type d'antenne est d'obtenir un sondage de l'atmosphère dans un temps beaucoup plus rapide qu'avec une antenne conventionnelle, permettant de voir l'évolution des orages avec une résolution temporelle supérieure. Comme ces derniers peuvent changer de caractéristiques très rapidement et donner une météo violente, l'espoir était de pouvoir mieux anticiper le déclenchement des phénomènes violents (tornade, grêle, pluie torrentielle et rafales descendantes) et ainsi améliorer les préavis d'alertes météorologiques.
On estimait qu'il faudrait de 10 à 15 ans pour compléter les recherches et faire les plans afin de construire une nouvelle génération de radars météorologiques utilisant ce principe. Le coût estimé de cette expérience était de 25 millions de dollars. L'expérience fut concluante et le 31 mai 2016, le site fut fermé.

### Résultats
De 2003 à 2016, le MPAR situé à Norman a permis d'effectuer des sondages volumiques de l'atmosphère beaucoup plus rapides et de mieux comprendre la structure des orages supercellulaires. En raison de la résolution temporelle allant de 30 à 60 secondes et de la possibilité de sonder seulement le secteur d'intérêt avec le MPAR, le préavis d'alerte aux tornades fut augmenté de 8 minutes par rapport à la moyenne du réseau national qui était de 13 minutes au même moment.

## Advanced Technology Demonstrator
Au cours des dernières années, la double polarisation, qui permet d'extraire le type de précipitations directement des échos radars, fut introduite dans le réseau de radar météorologiques NEXRAD. Ceux-ci fonctionnent avec des antennes paraboliques conventionnelles. Cependant, comme l'antenne MPAR est à commande de phase, la polarisation double est encore un concept expérimental et doit encore être testé à grande échelle. En effet, l'antenne AN/SPY utilisée fut conçue au milieu des années 1970 et sa modernisation s'avérait beaucoup trop coûteuse, voire impossible, pour accéder à cette fonction.

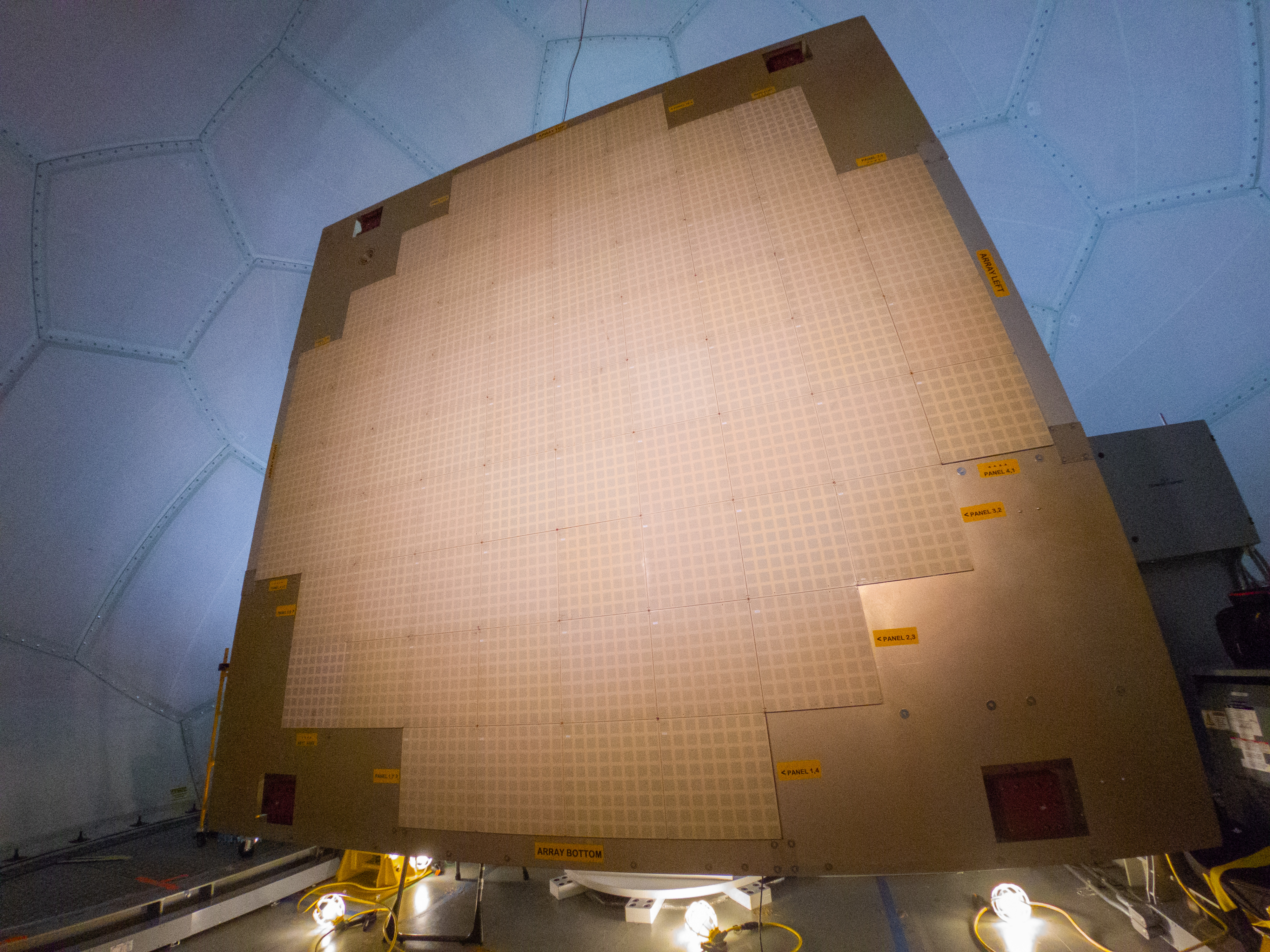
L'antenne du Advanced Technology Demonstrator.

Pour poursuivre cette recherche, le MIT fut chargé de construire un prototype moderne incluant la double-polarisation et capable de servir en même temps au contrôle aérien. Ce nouveau programme est appelé Multi-Function Phased Array Radar et le prototype, appelé Advanced Technology Demonstrator (ATD), fut installé le 12 juillet 2018 sur la tour abritant autrefois le MPAR. Il devrait être pleinement opérationnel en 2019,. Comme le MPAR original, le radar ATD est doté d'une antenne réseau à commande de phase en bande S avec un champ de vision de 90°. Celle-ci est composée de 76 panneaux carrés comportant chacun 64 éléments rayonnants (pour un total de 4 864 éléments), disposés sur une antenne de 4,3 m de côté et monté sur un socle tournant similaire à ceux utilisés par les antennes paraboliques NEXRAD.
Bien que principalement utilisé présentement à des fins météorologiques pour les régions humides tropicales du National Weather Service, le MPAR est également susceptible de remplacer progressivement les systèmes actuels d'ASR (radar de surveillance aérienne) et de TDWR (radar météorologique d'aéroport). En effet, son faisceau électroniquement dirigé peut simultanément balayer plusieurs secteurs à la recherche d'avion, d'échos biologiques et de mesure du cisaillement du vent, en plus des précipitations.